# Juan Antonio Villacañas
Juan Antonio Villacañas (Toledo 10 de enero de 1922 - 21 de agosto de 2001) fue un poeta español, ensayista y crítico. Hijo predilecto de la ciudad de Toledo.

## Biografía
La guerra civil interrumpe sus estudios de bachillerato. Hace el servicio militar en sitios tan dispares como Melilla y el valle de Arán. En el primero de estos destinos, mientras realiza el trabajo encomendado de reorganizar la biblioteca del casino militar, lleva a cabo una intensa labor autodidacta.
A su vuelta a Toledo entra a trabajar en el Ayuntamiento de la ciudad, donde durante años fue jefe del negociado de arte y cultura. Su poemario Los Sapos (1968) es una crítica al poder y sus abusos donde un Ayuntamiento es a un tiempo realidad y metáfora de dicho poder. En 1956 es invitado por la Academia Belga de Lengua y Literatura Francesas a la III Bienal Internacional de Poesía de Knokke-le-Zoute (Bélgica). De aquí data la amistad de Villacañas con el poeta e hispanista Edmond Vandercammen, que reseñó su Conjugación Poética del Greco en Le Journal des Poètes (1959) y tradujo varios de sus poemas al francés, aparecidos en la mencionada publicación (1972). Tras su estancia en Bélgica, es entrevistado en la sede de la Unesco en París, donde su voz es grabada en emisión especial para Hispanoamérica. Desde los años cincuenta la obra de Juan Antonio Villacañas comienza a aparecer en antologías nacionales e internacionales.

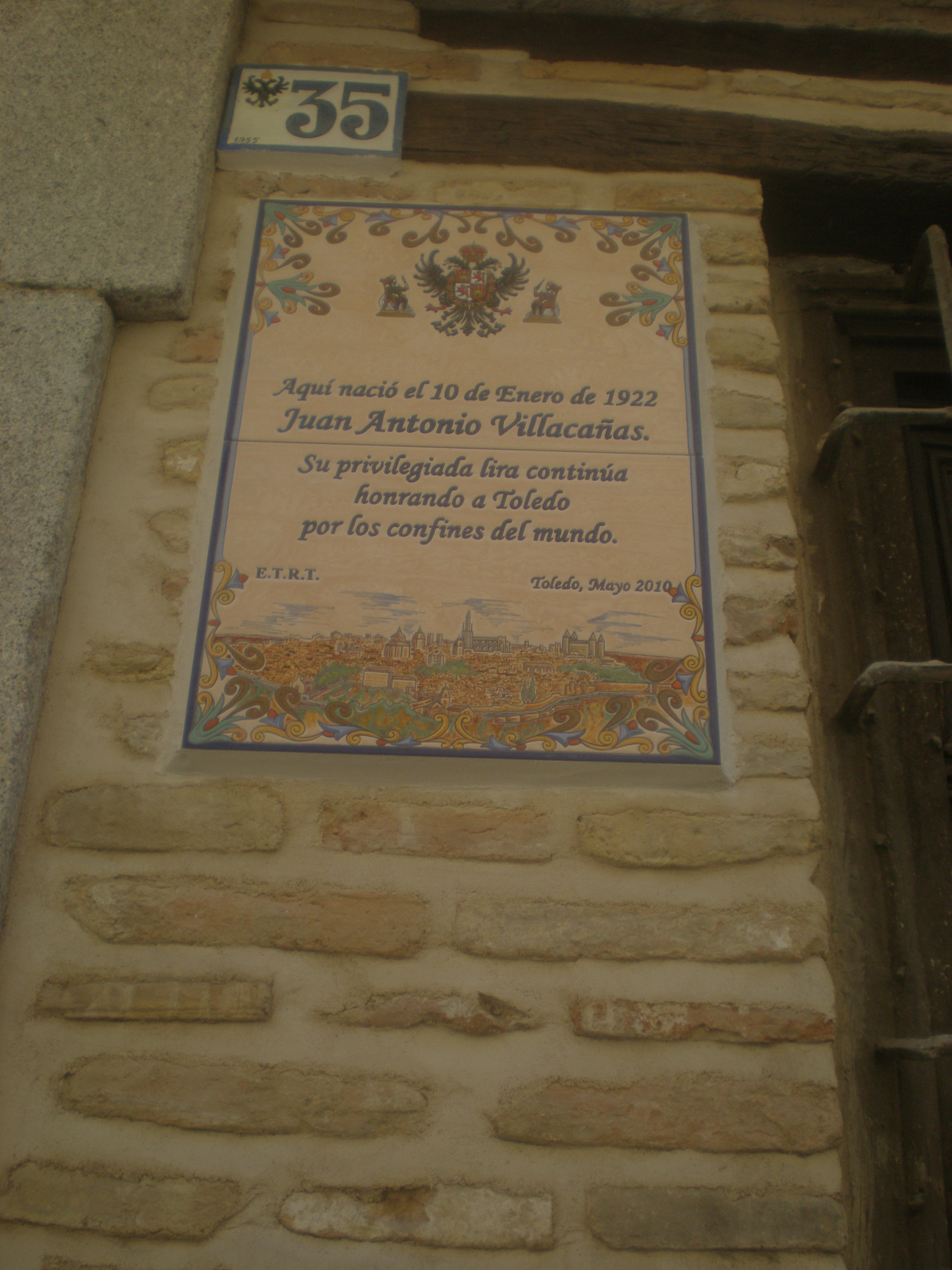
Placa conmemorativa en la casa natal de Juan Antonio Villacañas en Toledo: Calle Real, n.º 35

Asimismo, parte de su obra poética y crítica aparece en diferentes revistas y periódicos. Villacañas vivió siempre en Toledo, permaneció alejado de grupos y corrientes literarias y siguió su propio camino poético y vital.
Tal independencia artística y personal le supuso el silencio, a partir de los años ochenta, por parte de la mayor parte de la crítica oficial y de sectores agrupados en torno a ciertas corrientes favorecidas en las últimas décadas del siglo veinte.
A partir de 2001, no obstante, crece el número de poetas y críticos nacionales y extranjeros, que muestran admiración e interés por su obra, lo que, tras el paréntesis de las dos últimas décadas del siglo veinte, vuelve a poner de manifiesto la importancia de Juan Antonio Villacañas como poeta esencial. Entre otros ejemplos cabe citar, en este sentido, a Emilio Porta, Pablo Luque Pinilla, Roberto Carlos Hernández Ferro, Enrique Gracia y Michael Smith.
En 2010, Toledo dedicó su Feria del Libro a Juan Antonio Villacañas. El Pregón Inaugural de dicha Feria fue pronunciado por su hija Beatriz Villacañas
En 2015, la ciudad de Toledo nombra a Juan Antonio Villacañas hijo predilecto a título póstumo.

## Obra
La obra poética de Juan Antonio Villacañas se compone de treinta y tres poemarios, en los que se dan cita los más diversos temas y formas, yendo éstas desde el verso libre (ya en los años cincuenta) al soneto, y de estrofas y rimas de su propia creación, a la lira: Juan Antonio Villacañas ha dotado a esta estructura clásica de nuevo y sorprendente contenido, ] de ahí que sus liras se conozcan ya como Liras juanantonianas. En honor al magisterio de Juan Antonio Villacañas en lo que a la lira se refiere, Juan Ruiz de Torres creó la decilira. A los poemarios hay que añadir su abundante obra ensayística y crítica aparecida en varios medios, como, por ejemplo, La Estafeta Literaria, Cuadernos Hispanoamericanos, El Mercurio de Chile y Nueva Estafeta, (dirigida por Luis Rosales) y dos libros en prosa: Bécquer o la Poesía de Todos (1971, Premio del Círculo de Escritores y Poetas Iberoamericanos de Nueva York) y Versómanos (1989), libro en el que Villacañas expone las falacias de gran parte de la crítica de poesía predominante. Poemas, recensiones, cuentos y escritos de diversa índole de Juan Antonio Villacañas pueden encontrarse, asimismo, en medios como ABC, Poesía Española (1.ª y 2.ª Épocas), Diario Ya, Poesía Hispánica, Diario de León, Le Journal des Poètes, o El Mercurio de Chile.
En los años setenta, Juan Antonio Villacañas comienza una nueva vertiente creativa: la unión de poema e imagen formando una unidad de significación que él llamó “Liriformas”. La exposición de las “Liriformas” tuvo lugar en el Palacio de Benacazón de Toledo en 1976. Las “Liriformas” en su conjunto componen un libro titulado Testamento del Carnaval.
Junto con otros medios, la revista La Estafeta Literaria cubrió la noticia con una entrevista al autor en su N.º 579, 1 de enero de 1976.

### Obra poética
- 1952, Navegando en la Noche
- 1952, Legionario del Mundo
- 1953, Brisas Íntimas
- 1954, Palabras
- 1954, El Tiempo Justo
- 1955, El Diluvio Universal
- 1957, La Estatua Animada
- 1958, Conjugación Poética del Greco
- 1960, Marcha Destriunfal
- 1961, Música en las Colinas
- 1962, Los Vagos Pensamientos
- 1964, Sala de Juego
- 1965, La Llama entre los Cerezos
- 1968, Los Sapos
- 1971, Cárcel de la Libertad (Premio “Ausiàs March” 1969)
- 1971, Las Humanas Heridas de las Piedras
- 1973, Rebelión de un Recién Nacido
- 1975-1976, Testamento del Carnaval (Liriformas)
- 1980, El Dante en Toledo
- 1980-1984, Estado de Gracia (Incluido en Argumento de Mi Biografía, 2000 como Cartas Pasión con Tetis, 1980)
- 1990, 20 Poemas de Antón y una Canción Inesperada
- 1991, El Humor Infinito de la Historia
- 1993, Homenaje a la Lira en Larga Sobremesa con Luciano
- 1995, Se Equivocó el Profeta
- 1995, Las Tentaciones de Sanjuanantonio
- 1996, A Muerto por Persona
- 1996, Al Margen de lo Transitable (bajo el seudónimo de Juan Amor de Velasco)
- 1996, Antología Poética
- 1997, Sublevación de la Melancolía
- 1998, Sandemonio en la Gloria
- 1998, Sublimación de la Desobediencia
- 1999, Balbuciendo

- 2000, Argumento de la Poesía
- 2000, Argumento de mi Biografía
- 2000, Déjame al Conde-Duque, que lo mato (Juan Amor de Velasco)
- 2001, La Soberbia del Gesto (Inédito)
- 2009 Juan Antonio Villacañas: Selected Poems. Español-Inglés. Traducción de Michael Smith y Beatriz Villacañas. Edición Luis Ingelmo. Shearsman. RU.
- 2016 Llegada permanente Ediciones Vitruvio.[8]

### Ensayos
- 1971, Bécquer o la Poesía de Todos (Premio del Círculo de Escritores y Poetas Iberoamericanos de Nueva York)
- 1989, Versómanos.

### Premios
- Toledo de Periodismo, 1957.
- Gran Duque de Alba, 1963.
- Países Hispánicos, 1964.
- Premio Provincia de León, 1965.
- Juan de Baños, 1965.
- Nacional de Literatura de Tema Deportivo, 1966.
- Instituto de Cultura Hispánica, 1967.
- Justas Poéticas Ayuntamiento de Madrid 1968.
- Ausias March, 1969.
- Premio Círculo de Escritores y Poetas Iberoamericanos de Nueva York.
- Candidato al Premio Reina Sofía de Poesía Iberoamericana, presentado por la Real Academia de Bellas Artes y Ciencias Históricas de Toledo, año 2000.

### Antologías
Juan Antonio Villacañas figura, entre otras, en las siguientes antologías:
- Antologías de Poesía Española, 1955-1956; 1956-1957; 1961-1962; 1963-1964; 1964-1965. Luis Jiménez Martos, Aguilar.
- Poésie Espagnole Contemporaine, 1962. Templeuve.
- La Poesía Española en 1961, 1963. Cuadernos Bibliográficos VIII, CSIC.
- Panorama Poético Español, 1965. Luis López Anglada. Editora Nacional.
- Antología Bilingüe (Español-Inglés) de la Poesía Española Moderna, 1965. Helen Wohl Patterson. Ediciones Cultura Hispánica.
- Quién es Quién en las Letras Españolas. Primera Edición: Guillermo Díaz Plaja, 1969. Ediciones consecutivas 1973 y 1979. Instituto Nacional del Libro Español.
- Poetas Sociales Españoles, 1974. José Gerardo Manrique de Lara. Epesa.
- Poesía Castellana de Cárcel, 1976, José María Balcells. Dirosa.
- Poesía Erótica en la España del Siglo XX, 1978, Jacinto López Gorgé y F. Salgueiro. Vox.
- Antología-Homenaje a Teresa de Jesús, 1982, Colección Poesía Nueva, Madrid.
- Poetas de Hoy en España y América, 1983, Colección Poesía Nueva, Madrid.
- Jornadas de Poesía Luso-Española, 1983, Taller Prometeo de Poesía, Madrid.
- La Cultura en Castilla-La Mancha y sus Raíces, 1984, Textos de Rafael Morales y Ficha Bio-Bibliográfica de Francisco Fúster Ruiz, Junta de Comunidades de Castilla-La Mancha.
- Quién es Quién en Poesía, 1985, Prometeo, Madrid.
- Poetas de Castilla-La Mancha (1939-1985), 1986, Alfredo Villaverde, Patronato Municipal de Cultura, Ayuntamiento de Guadalajara.
- Antología Ibero-Americana de la Guitarra, 1987, Luis F. Leal Pinar. Editorial Alpuerto, Madrid.
- Poetas Hispanoamericanos para el Tercer Milenio, 1993, Alfonso Larrahona Kästen, México.
- Cantores del Corpus Christi, Antología de Poesía Lírica Toledana, 1996, Elizabeth Wilhelmsen (Selección, Introducción y Documentación) General Editor: Robert Laner, Ibérica, Vol. 13, Peter Lang, New York, Washington D. C.
- Guitarra de 26 Cuerdas, Antología Bilingüe Español-Ruso. Juan Ruiz de Torres, Yuri Shashkov y Victor Andreev. Asociación de Hispanistas de San Petersburgo.

### Programas de radio dedicados a Juan Antonio Villacañas
- 1953, “Brisas Íntimas, por Juan Antonio Villacañas”, Índice de Libros y Revistas, Guion: Valentín Gutiérrez de Miguel, Radio Madrid, Cadena Ser, 16 de julio.

- 1956, “De Libro en Libro”, Radio Nacional de España, 23 de julio. Sección a cargo de Ignacio Catalán.

- 1959, “Un Poeta de Altura Excepcional: Juan Antonio Villacañas”, por Manuel Ostos Gabella, Radio Manises, 6 de marzo.

- 1960, “El Poeta y Sus Libros: Juan Antonio Villacañas”, Entrevista a cargo de Felisa Sanz, Radio España, 23 de julio.

- 1960, “Marcha Destriunfal, de Juan Antonio Villacañas, Aldebarán, Sala de Lectura, León, 16 de marzo.

- 1962, “Los Vagos Pensamientos. Juan Antonio Villacañas”, La Palabra en el Tiempo, Radio Nacional de España, 1 de julio.

- 1965, “Juan Antonio Villacañas. La Llama entre los Cerezos”, Programa: Crítica de Libros, Guion: Basilio Gassent, Radio Madrid, Cadena Ser, 4 de diciembre.

- 1968, “Juan Antonio Villacañas: Los Sapos”, Programa: Crítica de Libros. Guion: Basilio Gassent, Radio Madrid, Cadena Ser, 26 de febrero.

- 1969, “Geografía Poética de España. Poemas de Juan Antonio Villacañas”, Radio Nacional de España, División de Programas Educativos, 31 de julio.

- 1972, “Antologías de Viva Voz: Juan Antonio Villacañas”, por Acacia Uceta, Radio Nacional de España, III Programa, 28 de abril.

- 1972, “Juan Antonio Villacañas. Las Humanas Heridas de las Piedras”, Programa: Crítica de Libros. Guion: Basilio Gassent, 13 de enero.

- 1982, “El Dante, en Toledo, de Juan Antonio Villacañas”, por Enrique Domínguez Millán, Revista de Libros, Radio Nacional de España, Radio 3, Semana del 22-28 de marzo.

- 1985, “Entrevista a Juan Antonio Villacañas”, por José Hierro, Aula Poética, Radio Nacional de España, 24 de marzo.

## Enlaces
- Wikiquote alberga frases célebres de o sobre Juan Antonio Villacañas.
- Wikimedia Commons alberga una categoría multimedia sobre Juan Antonio Villacañas.
- Página de Juan Antonio Villacañas
- La Poesía de Juan Antonio Villacañas: Argumento de una Biografía
- Juan Antonio Villacañas en Nueva York
- Selección poética Archivado el 26 de febrero de 2012 en Wayback Machine.
- Artes poéticas de Juan Antonio Villacañas
- Il Corriere Della Sera: Muore Villacañas, il poeta spagnolo Della libertà. (En italiano)
- Juan Antonio Villacañas: Selected Poems
- Extracto de la introducción a Selected Poems (en inglés)
- Ibi Oculus
- Ibi Oculus: Traducciones inversas
- El Círculo de Bellas Artes acoge la poesía de Juan Antonio Villacañas Archivado el 19 de diciembre de 2012 en Wayback Machine.
- Dedican la Calle Real al gran poeta Juan Antonio Villacañas
- Ángel Las Navas: Antología bilingüe de Juan Antonio Villacañas Archivado el 11 de junio de 2015 en Wayback Machine.
- Páginas Digital.es Archivado el 3 de mayo de 2014 en Wayback Machine.
- Arte Fénix
- José Rosell Villasevil: “Villacañas, Lira universal”
- "La pasión de Villacañas: Una poesía plurilingüe e inmortal" ABC

- Datos: Q1965631
- Multimedia: Juan Antonio Villacañas / Q1965631
- Citas célebres: Juan Antonio Villacañas